# Pamphile Zomahoun
Pamphile Zomahoun, né le 1er juin 1971, est un officier de gendarmerie actuellement à la tête de la Direction des services de liaison et de la documentation (DSLD).

## Biographie
Pamphile Zomahoun est un ancien de la GIGN fut respectivement patron de l’escorte présidentielle sous le président Boni Yayi, commandant du groupement de la gendarmerie de Cotonou.
Il aurait fait la connaissance de l'actuel président Patrice Talon lorsqu'il était en poste dans le nord du Bénin en récupérant les effets de ce dernier volé à la suite d'un braquage.
En 2006, Pamphile Zomahoun est discrètement sollicité par Patrice Talon pour assurer la sécurité du Boni Yayi pendant la campagne électorale, dont il fait à son tour la connaissance. Il fut aussi par la suite chargé d'assurer la sécurité des opérations de Benin Control.
Le 21 février 2013, le colonel de gendarmerie et ancien officier de la garde présidentielle est arrêté alors qu'il est membre du cabinet militaire de la Présidence pour une présumée tentative de coup d'Etat avec la complicité de Patrice Talon, puis relâché au bout de quelques mois.
Le 17 avril 2024, le président du bénin Patrice Talon, nomme Pamphile Zomahoun au poste d’envoyé spécial du Bénin en Haïti.